# Silveria Jacobs

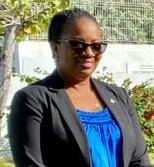
Silveria Jacobs

Silveria Elfrieda Jacobs (geb. 31. Juli 1968) ist eine Politikerin aus dem karibischen Sint Maarten. Sie war von 2019 bis Mai 2024 Premierministerin von Sint Maarten, einem autonomen Land der Niederlande.

## Frühes Leben
Silveria Elfrieda Jacobs wurde auf der Insel Aruba als Tochter von Nadia Willemsberg geboren. Jacobs besucht die Grundschule in der Lionel Conner School und anschließend das Milton Peters College auf Sint Maarten. Nach dem Erhalt der belgischen Matura begann Jacobs das Studium an der Universität der Jungferninseln, welches sie mit einem Bachelor-Abschluss in Pädagogik abschloss. Zwischen 1992 und 2011 arbeitete Jacobs in der Primarschule Leonald Conner in Philipsburg, zunächst als Lehrerin, anschließend als Schülerkoordinatorin.

## Politische Karriere
Im Jahr 2010 trat Jacobs der National Alliance bei, einer politischen Partei patriotischen und progressiven Bündnis. Von 2012 und 2013 sowie von 2015 bis 2018 hatte sie das Amt Bildungs-, Jugend-, Sport- und Kulturministerin inne. 2014 wurde sie ins Parlament gewählt. Am 3. Januar 2018 ersetzte sie William Marlin als Parteipräsident der National Alliance, als erste Frau in diesem Amt.
Nachdem das zweite Marlin-Rome-Kabinett die Mehrheit verloren hatte, kam es zu einer Koalitionsbildung zwischen der National Alliance, der United St. Maarten Party und den beiden unabhängigen Parlamentsmitgliedern Luc Mercelina und Chanel Brownbill. Jacobs wurde von Eugene Holiday, dem ersten Gouverneur von Sint Maarten, beauftragt, ein Interimskabinett zu bilden. Insbesondere sollte sich das Kabinett auf Anti-Geldwäscherei-Gesetzgebung konzentrieren sowie auf Wahlreformen und die nationalen Wahlen. Das Jacobs Kabinett wurde am 19. November 2019 vereidigt.
Als Entgegnung auf die COVID-19-Pandemie in Saint Maarten verordnete Jacobs am 11. März 2020 eine Verlängerung der Reisebeschränkungen.
Am 3. Mai 2024 löste Luc Mercelina sie als Premierministerin ab.